# Victor Aaron
Victor Aaron (11. rujna 1956.—4. rujna 1996.) američki je glumac. Poginuo je u prometnoj nesreći 1996.

## Rad
- Geronimo: An American Legend
- Silent Fury
- Burke's Law
- A Perry Mason Mystery: The Case of The Grimacing Governor
- The Rockford Files: Godfather Knows Best
- Dr. Quinn, Medicine Woman
- Dead Man's Walk
- The Sunchaser
- Crazy Horse
- Bulletproof
- King of The Hill